# Bílý Štolpich
Bílý Štolpich, někdy pojmenovávaný též Malý Štolpich nebo Malý Sloupský potok, je vodní tok na severu České republiky, ve Frýdlantském výběžku Libereckého kraje. Pramení na úbočí Hřebínku, jenž se nachází na západním úbočí Holubníku v severních partiích Jizerských hor. Odtud teče severním směrem zpočátku mělkým údolím, ale u Bílé Kuchyně se prudce zahloubí a vytváří divokou skalnatou rokli o délce 3,5 kilometru. Výškový rozdíl, který na této vzdálenosti potok překonává, dosahuje 400 metrů. Asi v polovině této části toku padá voda přes výraznější skalní stupeň, čímž vytváří vodopád. Jižně od Ferdinandova se potok stáčí k severozápadu a udržujíce tento směr obtéká po jižním okraji vlastní vesnici. Za ní, západně od vrchu Na Chatkách, se stéká s Černým Štolpichem a vytváří tak Sloupský potok.
Název vodoteče je odvozen od štol (německy Stollenbach), ve kterých se v okolí toku těžila chudá železná ruda.